# Poema
Un poema (dal greco ποιέω - poièo - anticamente i poèmati) è una composizione letteraria in versi, per lo più di carattere narrativo o didascalico e di ampia estensione, spesso suddivisa in più parti.

Con questo termine si intende generalmente il genere letterario che comprende tali composizioni.
L'uso di tale termine, in tempi moderni e accogliendo l'accezione di lingua francese, è talvolta esteso anche a componimenti più brevi e di carattere lirico, nonché può essere riferito ad una composizione musicale (poema sinfonico).

## Struttura narrativa
- Il poema comincia spesso con un proemio, una sorta di introduzione che più volte si utilizza chiedendo aiuto agli dei per ispirare la scrittura e lo scrittore stesso;
- Il narratore è quasi sempre onnisciente;
- Vi è quasi sempre un eroe principale forte e valoroso che, spesso affiancato da eroi minori, vive sempre avventure emozionanti e, la maggior parte delle volte, muore in battaglia offrendo la propria vita per la salvezza della patria;
- Il poema spesso finisce con il compimento della missione da parte dell'eroe.

## Tematiche
I principali temi trattati nei poemi sono:
- Guerra: è uno dei temi principali dei poemi. I maggiori esponenti risultano essere l'Iliade e l'Odissea. Si basa sulla tragedia, ma spesso si trasforma in un'occasione per delle imprese eroiche; talvolta nasconde temi leggermente minori come la libertà e l'onore;
- Viaggio: apparentemente meno importante, il viaggio è inteso come un'avventura o una missione da compiere;
- Amore e dell'amicizia: sta alla base non solo dei poemi, ma anche di molte altre tipologie di libri. Esso è il sentimento più forte, la cosa che avvale e supera ogni cosa; talvolta è persino più importante della vita e della morte, talaltra queste ultime due sconfiggono il sentimento;
- La difesa della patria e della famiglia: sono i valori che caratterizzano le società antiche e molti poemi. Ci sono molti esempi in cui questo tema sopravvale anche la paura della morte;
- Il senso della vita.

## Tipi di poema
Un poema può avere vario tono ed argomento e si può distinguere fra l'altro, a seconda della materia, in:
- Poema cavalleresco
- Poema didascalico
- Poema epico
- Poema eroico
- Poema eroicomico
- Poema mitologico
- Poema sacro
- Poema sinfonico
- Poema storico
- Poema classico

## I poemi più conosciuti
Fra i poemi più conosciuti vi sono:
- Divina Commedia
- Eneide
- Iliade
- Odissea
- Le Argonautiche
- Le stagioni (poema epico)
- La Spagna
- Orlando innamorato
- Orlando furioso
- Amadigi
- Gerusalemme liberata
- Morgante
- Poema del mio Cid
- L'Adone
- Paradiso perduto
- Prometeo ed Epimeteo
- Racconto di Orfeo
- Cantico dei cantici
- Una stagione all'inferno
- Gilgameš